# Татарская Тулба
Тата́рская Тулба́ (тат. Татар Толлысы) — деревня в Чарлинском сельском поселении Кукморского района Республики Татарстан.

## География
Расположена на краю лесного массива на юго-востоке района, на реке Консарка вблизи Вятки и границы республики. Имеется подъездная дорога от автодороги Олуяз — Вятские Поляны.

## История
В «Списке населенных мест по сведениям 1859 года», изданном в 1866 году, населённый пункт упомянут как казённая деревня Татарская Тулба (Тулла) 2-го стана Мамадышского уезда Казанской губернии. Располагалась при реке Вятке и речке Тулбе, в 42 верстах от уездного города Мамадыша и в 38 верстах от становой квартиры в казённой деревне Ахманова (Ишкеево). В деревне в 48 дворах жили 309 человек (142 мужчины и 167 женщин). Была мечеть.

## Население
Численность населения деревни составляет 416 человек (2010).